# Leichtathletik-Weltmeisterschaften 2009/Teilnehmer (Argentinien)
| Gelbes Symbol für Goldmedaillen mit stilisierten Olympischen Ringen | Graues Symbol für Silbermedaillen mit stilisierten Olympischen Ringen | Braundes Symbol für Bronzemedaillen mit stilisierten Olympischen Ringen |
| ------------------------------------------------------------------- | --------------------------------------------------------------------- | ----------------------------------------------------------------------- |
| —                                                                   | —                                                                     | —                                                                       |

Der argentinische Leichtathletik-Verband stellte sechs Athleten bei den Leichtathletik-Weltmeisterschaften 2009 in Berlin.

## Ergebnisse

### Männer

#### Laufdisziplinen
| Athlet           | Disziplin   | Vorlauf | Vorlauf | Halbfinale | Halbfinale | Finale       | Finale |
| Athlet           | Disziplin   | Zeit    | Platz   | Zeit       | Platz      | Zeit         | Platz  |
| ---------------- | ----------- | ------- | ------- | ---------- | ---------- | ------------ | ------ |
| Juan Manuel Cano | 20 km Gehen |         |         |            |            | 1:29:20 h SB | 39     |

#### Sprung/Wurf
| Athlet             | Disziplin   | Qualifikation | Qualifikation | Finale             | Finale             |
| Athlet             | Disziplin   | Weite/Höhe    | Platz         | Weite/Höhe         | Platz              |
| ------------------ | ----------- | ------------- | ------------- | ------------------ | ------------------ |
| Germán Lauro       | Kugelstoßen | NMW           | NMW           | –                  | –                  |
| Germán Lauro       | Diskuswurf  | 57,88 m       | 28            | nicht qualifiziert | nicht qualifiziert |
| Jorge Balliengo    | Diskuswurf  | 59,19 m       | 23            | nicht qualifiziert | nicht qualifiziert |
| Juan Ignacio Cerra | Hammerwurf  | 69,37 m       | 30            | nicht qualifiziert | nicht qualifiziert |

### Frauen

#### Sprung/Wurf
| Athletin          | Disziplin  | Qualifikation | Qualifikation | Finale             | Finale             |
| Athletin          | Disziplin  | Weite/Höhe    | Platz         | Weite/Höhe         | Platz              |
| ----------------- | ---------- | ------------- | ------------- | ------------------ | ------------------ |
| Rocío Comba       | Diskuswurf | 54,69 m       | 30            | nicht qualifiziert | nicht qualifiziert |
| Jennifer Dahlgren | Hammerwurf | 68,90 m       | 17            | nicht qualifiziert | nicht qualifiziert |